# Championnats d'Europe de skyrunning 2009
Navigation
2008 2011
Les Championnats d'Europe de skyrunning 2009 constituent la troisième édition des championnats d'Europe de skyrunning, compétition internationale gérée par la fédération internationale de skyrunning. Ils ont lieu du 17 juillet au 19 juillet 2009.
Les championnats ont lieu dans le cadre de la Dolomites SkyRace à Canazei. La nouvelle épreuve du kilomètre vertical a lieu le 17 juillet sur le parcours de 3,2 km et la SkyRace a lieu le 19 juillet sur le parcours de 22 km comprenant 1 850 m de dénivelé positif et 1 800 m négatif.

## Résultats

### Kilomètre vertical
Favorite de l'épreuve, la fondeuse Antonella Confortola remporte la victoire mais à près de 3 minutes de son record établi l'année précédente. L'Écossaise Angela Mudge décroche la médaille d'argent à 30 secondes. Le podium est complété par l'Espagnole Mónica Ardid Ubed. Dans la course masculine, le coureur local Urban Zemmer effectue une course toute en puissance pour s'imposer devant ses rivaux Agustí Roc Amador et Manfred Reichegger, inversant l'ordre du podium par rapport à l'année précédente.
| Rang               | Athlète                 | Temps       |
| ------------------ | ----------------------- | ----------- |
| Médaille d'or      | Urban Zemmer            | 33 min 56 s |
| Médaille d'argent  | Agustí Roc Amador       | 34 min 17 s |
| Médaille de bronze | Manfred Reichegger      | 34 min 27 s |
| 4                  | Jessed Hernández        | 36 min 15 s |
| 5                  | Dennis Brunod           | 36 min 16 s |
| 6                  | Nicola Golinelli        | 36 min 20 s |
| 7                  | Alessandro Follador     | 36 min 43 s |
| 8                  | Paolo Larger            | 36 min 52 s |
| 9                  | Miguel Caballero Ortega | 37 min 7 s  |
| 10                 | Rob Hope                | 37 min 28 s |

| Rang               | Athlète                  | Temps       |
| ------------------ | ------------------------ | ----------- |
| Médaille d'or      | Antonella Confortola     | 42 min 16 s |
| Médaille d'argent  | Angela Mudge             | 42 min 45 s |
| Médaille de bronze | Mónica Ardid Ubed        | 45 min 27 s |
| 4                  | Nadia Scola              | 46 min 33 s |
| 5                  | Oihana Kortazar Aranzeta | 46 min 59 s |
| 6                  | Giulia Miori             | 48 min 43 s |
| 7                  | Laia Andreu Trias        | 49 min 42 s |
| 8                  | Alessandra Valgoi        | 50 min 10 s |
| 9                  | Nuria Domínguez Azpeleta | 50 min 26 s |
| 10                 | Alicia Olazabal Donato   | 51 min 3 s  |

### SkyRace
La veille de la course, des chutes de neige rendent la partie supérieure du parcours impraticable. Le parcours est modifié pour éviter le passage au Piz Boè. Le départ est retardé d'une heure et demi afin de permettre aux concurrents de courir dans les meilleures conditions. Un trio formé de Dennis Brunod, Jessed Hernández et Cristòfol Castanyer s'empare des commandes de la course. Le Valdôtain force ensuite la cadence et largue ses poursuivants espagnols. Un deuxième groupe composé de Giovanni Tacchini, Raúl García Castán et Miguel Caballero Ortega rattrape les deux Espagnols. Le nouveau groupe rattrape Dennis Bruno, bientôt rejoint par Paolo Larger. La victoire se joue au sprint final avec l'Espagnol Raúl García Castán qui s'impose pour une dizaine de secondes devant Dennis Brunod. Giovanni Tacchini complète le podium. Victorieuse du kilomètre vertical et vainqueur de la course l'année passée, l'Italienne Antonella Confortola s'élance en grande favorite et impose son rythme. Seule l'Écossaise Angela Mudge parvient à la suivre en début de course mais s'arrête ensuite et abandonne, victime d'une blessure au mollet. Sans poursuivante directe, Antonella réduit l'allure pour ne pas risquer de blessure avant sa préparation aux Jeux olympiques d'hiver de 2010. Derrière elle, l'Espagnole Mónica Ardid Ubed doit résister à la remontée spectaculaire de Nadia Scola pour conserver sa deuxième place sur le podium.
| Rang               | Athlète                 | Temps           |
| ------------------ | ----------------------- | --------------- |
| Médaille d'or      | Raúl García Castán      | 1 h 57 min 17 s |
| Médaille d'argent  | Dennis Brunod           | 1 h 57 min 26 s |
| Médaille de bronze | Giovanni Tacchini       | 1 h 57 min 53 s |
| 4                  | Paolo Larger            | 1 h 58 min 14 s |
| 5                  | Miguel Caballero Ortega | 1 h 58 min 26 s |
| 6                  | Jessed Hernández        | 1 h 58 min 43 s |
| 7                  | Ricky Lightfoot         | 1 h 59 min 31 s |
| 8                  | Rob Hope                | 1 h 59 min 49 s |
| 9                  | Fulvio Dapit            | 1 h 59 min 58 s |
| 10                 | Michele Tavernaro       | 2 h 0 min 47 s  |

| Rang               | Athlète                  | Temps           |
| ------------------ | ------------------------ | --------------- |
| Médaille d'or      | Antonella Confortola     | 2 h 25 min 17 s |
| Médaille d'argent  | Mónica Ardid Ubed        | 2 h 27 min 25 s |
| Médaille de bronze | Nadia Scola              | 2 h 27 min 50 s |
| 4                  | Maria Luisa Riva         | 2 h 29 min 16 s |
| 5                  | Giulia Miori             | 2 h 29 min 28 s |
| 6                  | Nuria Domínguez Azpeleta | 2 h 32 min 12 s |
| 7                  | Laia Andreu Trias        | 2 h 32 min 41 s |
| 8                  | Rossana Morè             | 2 h 35 min 2 s  |
| 9                  | Jennifer Linda Senik     | 2 h 37 min 36 s |
| 10                 | Joanna Waites            | 2 h 39 min 0 s  |

### Nations
| Rang               | Pays        | Total |
| ------------------ | ----------- | ----- |
| Médaille d'or      | Italie      | 666   |
| Médaille d'argent  | Espagne     | 642   |
| Médaille de bronze | Royaume-Uni | 482   |